# WASP-33
HD 15082
Désignations
WASP-33, aussi nommé HD 15082, est un système planétaire situé à environ 397 années-lumière de la Terre dans la constellation boréale d'Andromède.
L'objet primaire de ce système, formellement désigné HD 15082 a ou WASP-33 a mais en pratique simplement nommé HD 15082 ou WASP-33 comme le système global, est une étoile à la fois variable de type Delta Scuti et variable à transits planétaires. C'est la première étoile variable de type Delta Scuti autour de laquelle a été trouvée une planète.
La planète, nommée WASP-33 b ou HD 15082 b, est un Jupiter chaud d'une période orbitale de 1,22 jour.

## L'étoile
Comme de nombreuses autres étoiles à rotation rapide de type spectral A, la classification stellaire de HD 15082 est difficile à déterminer. Les raies de l'hydrogène et la température effective de l'étoile sont similaires à un type spectral A8, mais les raies K du calcium II ressemblent à celles d'une étoile de type A5 et les raies métalliques sont plus proches de celles d'une étoile F4. Le type spectral de HD 15082 est donc noté kA5 hA8 mF4. Ceci suggère que HD 15082 est une étoile Am.

## La planète
L'exoplanète HD 15082 b, aussi nommée WASP-33 b, orbite tellement près de son étoile que sa température de surface atteint environ 3 200 °C. C'est la planète la plus chaude connue au moment de sa découverte.
La découverte de la planète à partir des transits détectés grâce à SuperWASP fut annoncée en 2010. Ces transits se produisent tous les 1,22 jour, ce qui correspond à la période de révolution de la planète autour de son étoile.

### Stratosphère
En juin 2015, une étude de la NASA annonce qu'a été trouvée grâce au télescope spatial Hubble une stratosphère autour de WASP-33 b, et que l'atmosphère de la planète contient de l'oxyde de titane qui créerait cette stratosphère. L'oxyde de titane est un des rares composés qui a une importante absorption dans le visible et l'ultraviolet, ce qui chauffe l'atmosphère, et qui peut exister à l'état gazeux dans une haute atmosphère,.